# Lucrezia Stefanini
Lucrezia Stefanini (* 15. Mai 1998 in Florenz) ist eine italienische Tennisspielerin.

## Karriere
Stefanini, die laut ITF-Profil mit acht Jahren das Tennisspielen begann, spielt hauptsächlich auf der ITF Women’s World Tennis Tour. Dort gewann sie bislang zehn Einzel- und zwei Doppeltitel.
Ihr erstes Profiturnier spielte sie im Juni 2014 in Brescia, ihr erstes Finale erreichte sie im Juni 2016 in Sassuolo. Nach einer weiteren Finalteilnahme im Juli 2016 in  Schio gewann sie im September 2016 ihren ersten Doppeltitel.

## Turniersiege

### Einzel
| Nr. | Datum              | Turnier             | Kategorie   | Belag     | Finalgegnerin             | Ergebnis         |
| --- | ------------------ | ------------------- | ----------- | --------- | ------------------------- | ---------------- |
| 1.  | 4. Juni 2017       | Hammamet            | ITF $15.000 | Sand      | Eleni Kordolaimi          | 7:65, 6:2        |
| 2.  | 10. November 2019  | Monastir            | ITF W15     | Hartplatz | Sada Nahimana             | 6:4, 6:0         |
| 3.  | 16. Mai 2021       | Salinas             | ITF W25     | Hartplatz | Susan Bandecchi           | 6:1, 6:3         |
| 4.  | 15. August 2021    | Radom               | ITF W25     | Sand      | Miriam Kolodziejová       | 4:6, 6:2, 6:3    |
| 5.  | 6. Februar 2022    | Scharm asch-Schaich | ITF W25     | Hartplatz | Alexandra Cadanțu-Ignatik | 6:2, 3:0 Aufgabe |
| 6.  | 4. September 2022  | Collonge-Bellerive  | ITF W60     | Sand      | Sinja Kraus               | 6:2, 2:1 Aufgabe |
| 7.  | 18. September 2022 | Caldas da Rainha    | ITF W60+H   | Hartplatz | Marina Bassols Ribera     | 3:6, 6:1, 7:63   |
| 8.  | 16. April 2023     | Scharm asch-Schaich | ITF W25     | Hartplatz | Emina Bektas              | 6:3, 7:65        |
| 9.  | 30. April 2023     | Calvi               | ITF W40     | Hartplatz | Heather Watson            | 6:2, 3:6, 6:3    |
| 10. | 2. Juni 2024       | Montemor-o-Novo     | ITF W50     | Hartplatz | Talia Gibson              | 6:4, 6:0         |

### Doppel
| Nr. | Datum              | Turnier                  | Kategorie   | Belag        | Partnerin     | Finalgegnerinnen                | Ergebnis         |
| --- | ------------------ | ------------------------ | ----------- | ------------ | ------------- | ------------------------------- | ---------------- |
| 1.  | 25. September 2016 | Santa Margherita di Pula | ITF $10.000 | Sand         | Tatiana Pieri | Alice Balducci Marcella Cucca   | 6:4, 6:0         |
| 2.  | 18. Februar 2017   | Bergamo                  | ITF $15.000 | Sand (Halle) | Tatiana Pieri | Martina Colmegna Ylena In-Albon | 3:6, 6:3, [10:6] |

## Abschneiden bei Grand-Slam-Turnieren

### Dameneinzel
| Turnier         | 2021 | 2022 | 2023 | 2024 | 2025 | Karriere |
| --------------- | ---- | ---- | ---- | ---- | ---- | -------- |
| Australian Open | —    | Q1   | 2    | Q1   | Q1   | 2        |
| French Open     | —    | Q1   | Q1   | Q1   | 1    | 1        |
| Wimbledon       | —    | Q2   | 1    | Q1   | Q2   | 1        |
| US Open         | Q2   | Q1   | Q2   | Q2   |      | —        |

Zeichenerklärung: S = Turniersieg; F, HF, VF, AF = Einzug ins Finale / Halbfinale / Viertelfinale / Achtelfinale; 1, 2, 3 = Ausscheiden in der 1. / 2. / 3. Hauptrunde; Q1, Q2, Q3 = Ausscheiden in der 1. / 2. / 3. Qualifikationsrunde; nicht ausgetragen

### Juniorinneneinzel
| Turnier         | 2016 | Karriere |
| --------------- | ---- | -------- |
| Australian Open | 1    | 1        |
| French Open     | AF   | AF       |
| Wimbledon       | 2    | 2        |
| US Open         | —    | —        |

### Doppel
| Turnier         | 2016 | Karriere |
| --------------- | ---- | -------- |
| Australian Open | 1    | 1        |
| French Open     | HF   | HF       |
| Wimbledon       | 1    | 1        |
| US Open         | 1    | 1        |